# Тоттенхэм-Корт-роуд

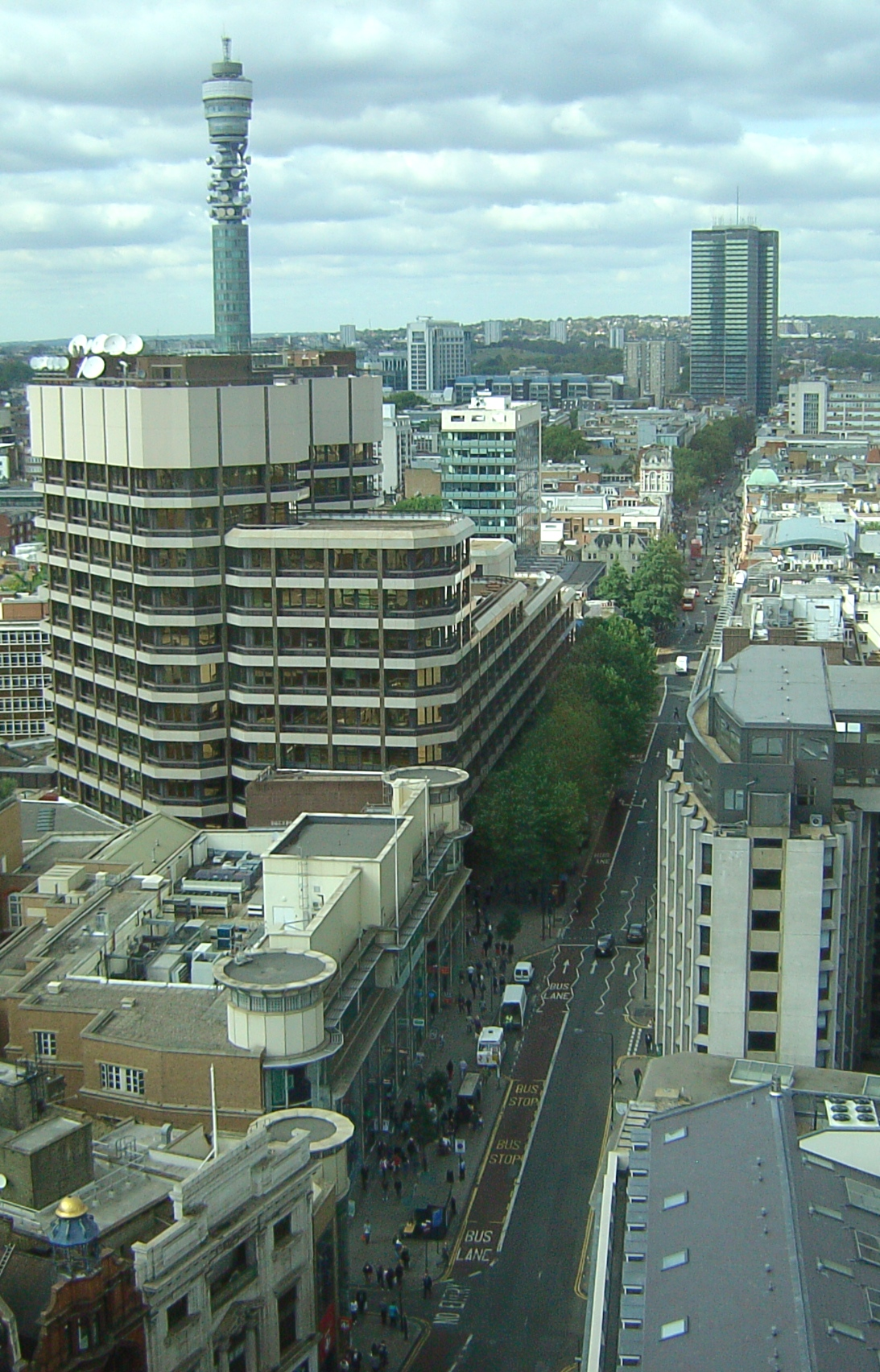
Вид на Тоттенхэм-Корт-Роуд, сентябрь 2009

Тоттенхэм-Корт-Роуд (англ. Tottenham Court Road) — улица в центре Лондона, в районе Фицровия. Пересекает Оксфорд-стрит и Чаринг-Кросс-роуд, а затем заканчивается на перекрёстке с Юстон-роуд. На проезжей части Тоттенхэм-Корт-Роуд три полосы с односторонним движением на север. Южный конец улицы находится недалеко от Британского музея и центра города. На Тоттенхэм-Корт-Роуд располагаются три станции метро: Тоттенхэм-Корт-Роуд, Гудж-стрит и Уоррен-стрит.

## История и этимология
В XIII веке, недалеко от перекрёстка с Юстон-стрит была построена усадьба Уильяма де Тоттенхала. В Средние века за этой территорией закрепилось название Тоттенхэм-Корт. В 1639 году Тоттенхэм-Корт был продан Карлу I, а десять лет спустя его передали Ральфу Харрисону. Он предоставил 41-летний срок владения усадьбой Карлу II. В 17 веке на месте усадьбы Тоттенхэм-Корт образовалась улица, на которой находились места развлечений и пабы. Для названия улицы к названию территории Тоттенхэм Корт прибавили слово «road» (дорога).
В 1929 году на Тоттенхэм-Корт-Роуд открылся театр «Доминион».
Сейчас на Тоттенхэм-Корт-Роуд много торговых центров и магазинов электроники.